# Lavans-lès-Dole
Lavans-lès-Dole là một xã của tỉnh Jura, thuộc vùng Bourgogne-Franche-Comté, miền đông nước Pháp.